# Sedm kapitol ze života vody
Sedm kapitol ze života vody je dokumentární film režiséra Martina Čtvrtníčka, věnující se historii Schwarzenberského plavebního kanálu. Autora snímku zaujalo toto technické dílo již v mládí, a když se pak již v dospělosti během roku 2001 kanál navštívil a začal se zajímat o jeho historii, zjistil, že o ní zatím nepojednává žádný dokument. Rozhodl se jej tedy zpracovat. Přípravy před natáčením trvaly Čtvrtníčkovi asi rok a vlastní filmování zabralo režisérovi asi tři roky. Při práci měl svou základnu v Památníku Adalberta Stiftera v Horní Plané. Zde se také 16. srpna 2012 uskutečnila od 20 hodin premiéra dokumentu. Projekci zhlédlo více než sto diváků, kteří během filmu i po jeho konci ocenili dílo potleskem. Další promítání filmu se uskutečnilo také v Rakousku. Autoři snímku plánovali též jeho vydání na DVD a zvažovali také možnost televizního odvysilání.